# District de Sujiatun
Le district de Sujiatun (苏家屯区 ; pinyin : Sūjiātún Qū) est une subdivision administrative de la province du Liaoning en Chine. Il est placé sous la juridiction de la ville sous-provinciale de Shenyang.

## Allégations
Selon un article publié en mars 2006 dans Epoch Times, un journal lié au Falun Gong, il existerait dans un hôpital de cette ville un camp de concentration où serait pratiqué un trafic d'organes humains à grande échelle. Ces allégations, que rejette le gouvernement chinois, ont été contredites par le dissident chinois Harry Wu qui n'y voit « rien de plus que de la propagande politique », et par des responsables de l'ambassade américaine à Pékin qui « sur place n'ont trouvé aucun indice d'une utilisation du site à d'autres fins que celles d'un hôpital public normal ».